# Atlantisch orkaanseizoen 1953
Het Atlantisch orkaanseizoen 1953 duurde van 25 mei 1953, toen de eerste tropische cycloon was ontstaan, tot 9 december, toen de laatste tropische cycloon oploste. Het seizoen 1953 is daarmee, naast het seizoen 1887 en het seizoen 2003 een van de drie bekende seizoenen met een tropische cycloon vóór aanvang en ná afloop van het officiële seizoen (1 juni – 30 november). Het seizoen 1953 was een actief seizoen met 14 tropische stormen, waarvan er acht een naam kregen.
Zes tropische stormen wakkerden aan tot orkaan en vier orkanen promoveerden tot majeure orkanen, dat wil zeggen van de categorie 3 of meer. Daarmee was het seizoen ook wat ACE-waarde betreft een boven normaal seizoen. De sterkste orkaan van het seizoen was orkaan Carol. Dit seizoen was ook het eerste, dat gebruikmaakte van een namenlijst met alleen maar meisjesnamen. Jongensnamen zouden tot het seizoen 1979 niet meer voorkomen.

## Cyclonen

### Tropische storm Alice

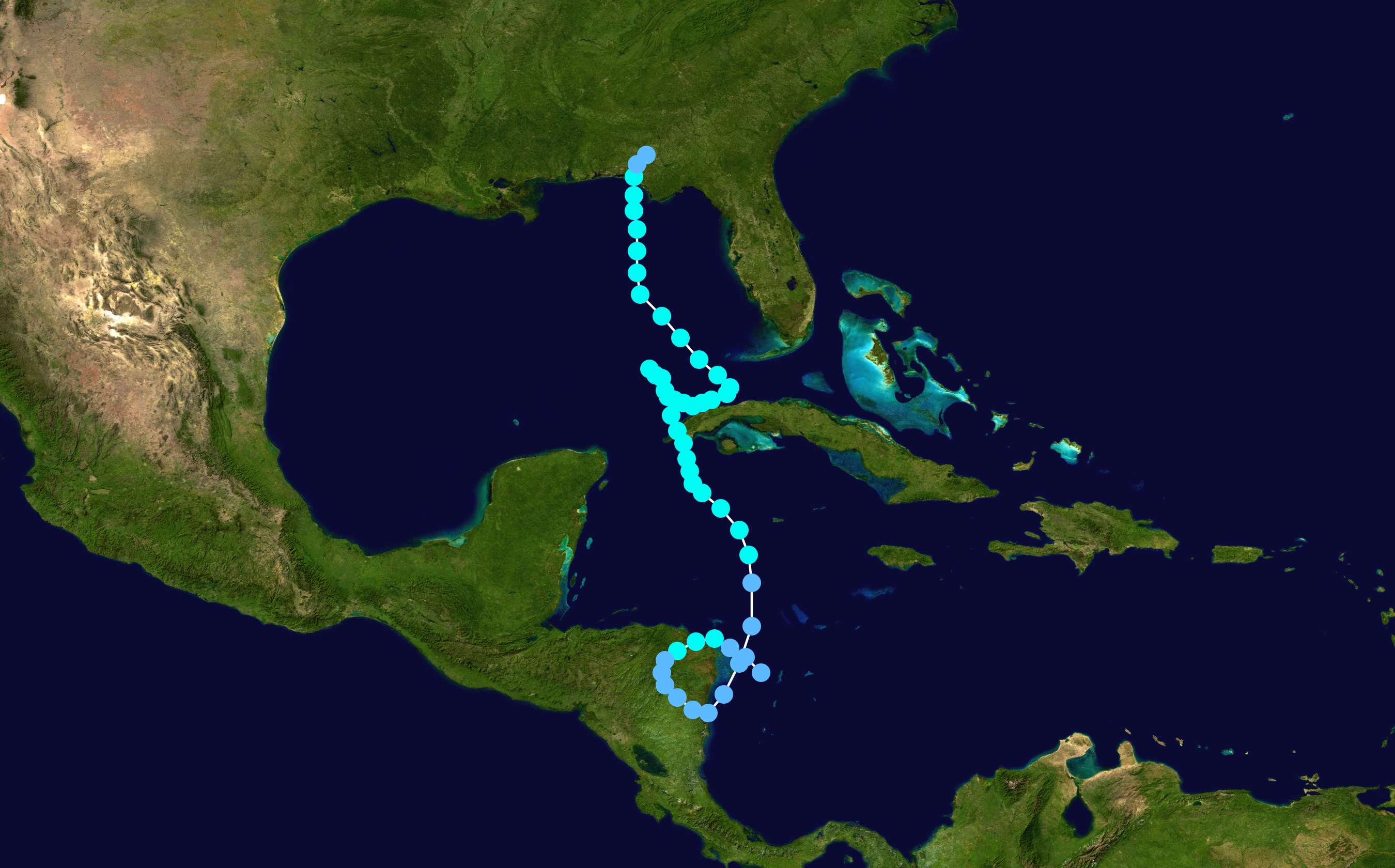
Het grillige parcours van Alice.

In de tweede helft van mei verscheen er boven het zuidwesten van de Caraïbische Zee, ten noorden van Panama een lagedrukgebied op grote hoogte met een koude kern, dat naar het noordwesten trok. Ten oosten van de Nicaraguaanse kust ontwikkelde zich een lagedrukgebied met warme kern, dat op 25 mei promoveerde tot tropische storm Alice. Onder invloed van het lagedrukgebied op grote hoogte werd Alice tegen de wijzers van de klok in om het lagedrukgebied heen gestuurd en beschreef Alice een cirkel over de Caraïbische Zee, Honduras en Nicaragua. Op 28 mei had Alice de cirkel voltooid en koerste toen noordwaarts, richting het westen van Cuba. Tot dan toe was Alice een minimale tropische storm, maar kon nu aan kracht winnen. Alice trok over het uiterste westen van Cuba op 31 mei en bereikte op 1 juni haar hoogtepunt boven de Golf van Mexico windsnelheden tot 102 km/uur.
Daarna beschreef Alice opnieuw een lus tegen de wijzers van de klok in onder invloed van de stromingen op grote hoogte. Op 4 juni draaide Alice opnieuw noordwaarts en bereikte op 6 juni haar hoogtepunt met windsnelheden net onder de orkaandrempel, tot 115 km/uur en een minimale druk van 997 mbar. Daarna verzwakte Alice en landde op 6 juni ten westen van Panama City in Florida met windsnelheden tot 74 km/uur. Na enkele uren boven land was Alice snel verdwenen. In het westen van Cuba verdronken enkele mensen in overstromingen, veroorzaakt door Alice. Alice maakte echter een einde aan een negen maanden durende droogte in West-Cuba en Florida. Alice was de eerste meisjesnaam, die voor een tropische cycloon in het Atlantisch bassin werd gebruikt. Voor de seizoenen 1950, 1951 en 1952 stond de naam Nancy op de lijst, maar geen van de seizoenen kwam aan deze naam toe.

### Orkaan Barbara
Tropische storm Barbara ontstond op 11 augustus boven de zuidoostelijkste Bahama's uit een tropische golf. Barbara trok noordnoordwestwaarts en won gestaag aan kracht; zij promoveerde op 12 augustus tot orkaan en bereikte de volgende dag ten oosten van South Carolina de tweede categorie. Op 13 augustus bereikte Barbara haar hoogtepunt met windsnelheden tot 176 km/uur, enkele uren voor zij op 14 augustus landde op de kust van Outer Banks, North Carolina met windsnelheden tot 167 km/uur en een minimale druk van 987 mbar. Barbara was inmiddels bijgedraaid naar het noordnoordoosten en zou nog verder naar het noordoosten draaien, weer terug de Atlantische Oceaan op. Barbara trok verder langs de Amerikaanse oostkust en verloor op 15 augustus haar tropische kenmerken ten zuiden van Nova Scotia. Zij had nog steeds windsnelheden van orkaankracht, maar zij dook onder de orkaandrempel vlak voor zij als extratropische storm landde op het uiterste noordoosten van Nova Scotia. De extratropische Barbara draaide nu naar het noorden en later noordwesten en verdween op 16 augustus boven het noordoosten van Canada. Barbara eiste in North Carolina één mensenleven en veroorzaakte $1 miljoen schade (niet gecorrigeerd voor inflatie). In Canada veroorzaakte zij geen noemenswaardige schade.

### Tropische storm 3

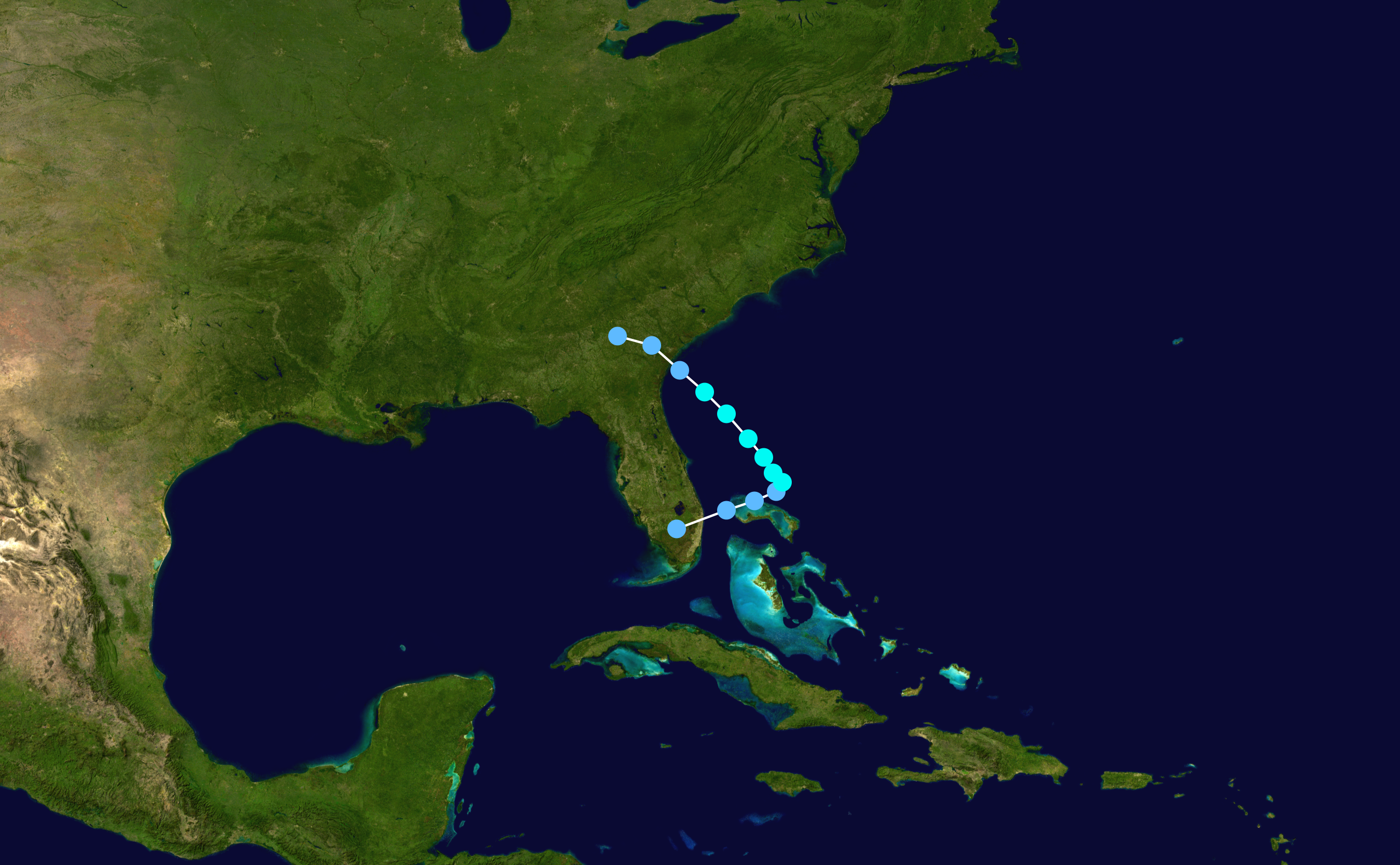
Het zigzaggende parcours van Tropische storm 3.

Tropische storm 3 was een matige tropische storm met een zwalkende koers, die nooit een naam heeft gekregen. Op 28 augustus vormde tropische storm 3 zich boven het eiland Isla de Pinos. Tropische storm 3 trok aanvankelijk noordwaarts, over de Cubaanse provincie Pinar del Río de Golf van Mexico in. Boven de Golf van Mexico wendde hij naar het oosten richting Florida. Op 29 augustus landde tropische storm 3 op de westkust van Florida met windsnelheden tot 83 km/uur en een minimale druk van 985 mbar. Tijdens zijn oversteek van het schiereiland Florida verzwakte tropische storm 3 tot een minimale tropische storm en wendde zich aan de oostkust naar het noordoosten, richting de noordelijke Bahama's. Tropische storm 3 draaide op 30 augustus naar het noordwesten terug naar de Amerikaanse zuidoostkust. De volgende dag bereikte tropische storm 3 zijn hoogtepunt met windsnelheden tot 92 km/uur, maar hij degradeerde tot tropische depressie 3 op 1 september, vlak voordat hij landde op de Amerikaanse kust nabij Savannah in Georgia. Tropische depressie 3 zwierf de volgende twee dagen over het zuidoosten van de Verenigde Staten en loste ten slotte op op 3 september boven Kentucky.

### Orkaan Carol
Carol was een orkaan van het Kaapverdische type. Op 28 augustus trok een tropische depressie, die was voortgekomen uit een tropische golf van de Afrikaanse kust naar het zuidwesten, richting de archipel Kaapverdië. Op 29 augustus trok de tropische depressie over Kaapverdië en draaide bij naar het westen. Op 31 augustus promoveerde de tropische depressie halverwege de Atlantische Oceaan tot tropische storm Carol en begon aan een westnoordwestelijkere koers. Op 1 september meldde het schip S.S. Utamilla windsnelheden tot orkaankracht en snel dalende luchtdruk nabij 14.3° NB, 48.5°WL en werd Carol gepromoveerd tot orkaan. Zij nam snel in kracht toe en bereikte op 3 september haar hoogtepunt met windsnelheden van 250 km/uur en een minimale druk van 929 mbar ten noordoosten van de Bovenwindse Eilanden. Zij was nu een sterke orkaan van de vierde categorie en draaide bij naar het noordwesten. Na 4 september verzwakte zij gestaag en op 6 september passeerde zij halverwege Kaap Hatteras en Bermuda. Daarna zette Carol koers naar het noordnoordoosten en landde als orkaan van de eerst categorie op 7 september op Nova Scotia en New Brunswick. Daarna verloor Carol haar tropische kenmerken en zakte onder de orkaandrempel. Op 9 september verdween de extratropische Carol boven het hoge noorden.

### Orkaan Dolly
Op 8 september ontstond tropische Dolly ten noordnoordoosten van Puerto Rico uit een tropische onweersstoring, die daarvoor regen had gebracht boven Puerto Rico en de Maagdeneilanden. Dolly trok naar het westzuidwesten, maar draaide snel naar het westen en noordwesten en promoveerde op 9 september ten oosten van de Turks- en Caicoseilanden tot orkaan. Dolly draaide nog meer bij naar het noordnoordwesten en noorden en bereikte haar hoogtepunt op 10 september met windsnelheden tot 185 km/uur ten oosten van de Bahama's. Daarna verzwakte Dolly, terwijl zij haar koers had verlegd naar het noordoosten. Op 12 september degradeerde zij tot tropische storm, enkele uren voor zij landde op Bermuda. Nog dezelfde dag verloor Dolly boven de Atlantische Oceaan haar tropische kenmerken. De extratropische Dolly raasde verder oostwaarts en passeerde ten noorden van de Azoren als zwakke extratropische storm. Op 17 september verdween de extratropische depressie Dolly ten westen van het Iberisch Schiereiland.

### Orkaan Edna
Op 14 september ontstond een tropische depressie boven de Bovenwindse Eilanden, die naar het noordnoordwesten trok over het uiterste noordoosten van de Caraïbische Zee. Enkele uren later promoveerde zij tot tropische storm Edna net ten westen van de noordelijke Bovenwindse Eilanden en wendde naar het noordwesten. Ten noorden van de Monapassage promoveerde Edna op 15 september tot orkaan, die de volgende dag ten noorden van de Turks- en Caicoseilanden al de derde categorie bereikte. Net als Dolly, wendde Edna zich nu naar het noorden en noordoosten en bereikte op 16 en 17 september haar hoogtepunt met windsnelheden tot 204 km/uur. Later op 17 september passeerde Edna als orkaan van de derde categorie net ten noorden van Bermuda met windsnelheden tot 194 km/uur. Daarna verzwakte Edna gestaag, terwijl zij verder naar het oostnoordoosten raasde. Op 19 september verloor zij haar tropische kenmerken en verloor haar orkaankracht op de Atlantische Oceaan, ruim ten zuidzuidoosten van Newfoundland. De extratropische Edna raasde snel verder oostwaarts en verzwakte. Zij verdween op 20 september ten westen van de Britse Eilanden. Edna richtte aanzienlijke schade aan op Bermuda, maar exacte cijfers zijn niet beschikbaar.

### Tropische storm 7
Op 14 september ontstond er nog een tropische depressie boven het westen van de Golf van Mexico. De tropische depressie trok oostwaarts en promoveerde snel tot tropische storm 7. Daarna wendde tropische storm 7 zich naar het noordoosten en draaide vervolgens een lus met de wijzers van de klok mee boven de Golf van Mexico en ten zuidzuidoosten van de Mississippidelta keerde tropische storm 7 zich naar het oostnoordoosten, richting het uiterste noordwesten van Florida. Daar landde tropische storm 7 als matige tropische storm op 20 september met windsnelheden van 74 km/uur. Tropische storm 7 stak het schiereiland over en verdween op 21 september voor de kust van South Carolina. Van 15 tot 19 september ging tropische storm 7 gepaard met windsnelheden van 110 km/uur, net onder orkaankracht, maar hij verzwakte voor zijn landing in Florida.

### Orkaan Florence
Op 21 september trok een tropische golf over de Bovenwindse Eilanden westwaarts de Caraïbische Zee binnen. De tropische golf kwam tot ontwikkeling en op 23 september ontstond er op 160 km ten zuidoosten van Jamaica tropische storm Florence. Florence trok aanvankelijk westwaarts, maar draaide al snel bij naar het noordwesten, richting de Straat Yucatan. Aan de zuidoostelijke ingang van de Straat Yucatan promoveerde Florence op 24 september tot orkaan. Boven de Golf van Mexico begon Florence meer en meer naar het noordnoordwesten en noorden af te buigen en zij bereikte op 25 september haar hoogtepunt met windsnelheden tot 204 km/uur en een minimale druk van 968 mbar. Daarna draaide Florence naar het noordnoordoosten en later noordoosten, verzwakte en landde op 26 september op de noordwestelijke kust van Florida met windsnelheden tot 139 km/uur en een minimale druk van 985 mbar. Florence verloor boven land snel haar tropische kenmerken. De extratropische Florence trok nog over Alabama en Georgia en koerste toen verder verzwakkend oostnoordoostwaarts de Atlantische Oceaan op. Florence beschadigde 421 huizen, waarvan drie huizen werden vernietigd. Florence veroorzaakte $200.000,- schade, niet gecorrigeerd voor inflatie.

### Orkaan Gail
Op 2 oktober ontstond er een tropische depressie uit een tropische golf nabij 14° Noorderbreedte, 37° Westerlengte, ten westzuidwesten van Kaapverdië. De tropische depressie trok westwaarts en promoveerde enkele uren later tot tropische storm Gail. Op 3 oktober promoveerde Gail tot orkaan en bereikte haar hoogtepunt met windsnelheden tot 139 km/uur. Daarna wendde zij zich naar het zuidwesten en begon te verzwakken. Op 4 oktober degradeerde zij tot tropische storm en op 5 oktober tot tropische depressie, die een paar uur later oploste, ruim ten oosten van de Bovenwindse Eilanden.

### Tropische storm 10
Tropische storm 10 vormde zich op 3 oktober boven het noorden van de Caraïbische Zee, ten zuiden van Cuba. Tropische storm 10 trok noordnoordwestwaarts en later noordnoordoostwaarts over Cuba en passeerde vervolgens tussen Florida en de Bahama's naar het noordoosten. Tot op dat moment was hij een zwakke tropische storm met windsnelheden tot 74 km/uur. Maar daarna op 6 oktober verloor tropische storm 10 zijn tropische kenmerken en nam als extratropische storm in kracht toe. De extratropische storm trok noordoostwaarts parallel aan de Amerikaanse kust en wakkerde aan tot een krachtige storm met windsnelheden net onder orkaankracht. Het systeem loste ten slotte op 10 oktober op boven het noordwesten van de Atlantische Oceaan.

### Tropische storm 11
Tropische storm 11 ontstond op 5 oktober waarschijnlijk uit een tropische golf boven de tropische Atlantische Oceaan, halverwege de Afrikaanse kust en de Bovenwindse Eilanden. Tropische storm 11 trok naar het westnoordwesten tot noordwesten en bereikte op 6 oktober zijn hoogtepunt met windsnelheden tot 102 km/uur. Daarna verzwakte hij gestaag en degradeerde op 8 oktober tot tropische depressie, die op 9 oktober ruim ten noordoosten van de Maagdeneilanden verdween.

### Tropische storm Hazel
Op 7 oktober ontstond tropische storm Hazel boven de Straat Yucatan. Hazel trok aanvankelijk noordnoordoostwaarts, maar wendde boven de Golf van Mexico naar het noordoosten en bereikte op 9 oktober windsnelheden tot 110 km/uur, enkele uren voordat Hazel landde net ten noorden van Fort Myers met windsnelheden van 102 km/uur en een minimale druk van 994 mbar. Nog dezelfde dag voltooide Hazel haar oversteek van het schiereiland en trok over de Atlantische Oceaan weg. Op 10 oktober verloor Hazel haar tropische kenmerken en de extratropische Hazel verdween op 12 oktober ten zuidoosten van Newfoundland. Hazel veroorzaakte een schade van iets meer dan $250.000,- (niet gecorrigeerd voor inflatie).

### Tropische storm 13
Tropische storm 13 ontstond op 23 november ten noordoosten van de noordelijkste Bovenwindse Eilanden. Aanvankelijk trok tropische storm 13 noordoostwaarts en wakkerde aan tot een matige tropische storm met windsnelheden tot 83 km/uur op 24 november. Daarna wendde tropische storm 13 naar het westen en verzwakte. Op 25 november draaide tropische storm 13 naar het noorden en degradeerde de volgende dag tot tropische depressie, die nog op 26 november verdween.

### Tropische storm 14
Op 7 december ontstond er een tropische depressie boven de tropische Atlantische Oceaan, ruim ten oostnoordoosten van de noordelijkste Bovenwindse Eilanden. Enkele uren later, op 8 december promoveerde de tropische depressie tot tropische storm 14. Tropische storm 14 handhaafde zich anderhalve dag als minimale tropische storm met windsnelheden tot 65 km/uur. Op 9 december degradeerde tropische storm 14 tot tropische depressie, die nog dezelfde dag verdween ten noordnoordoosten van de Bovenwindse Eilanden.

## Namen
Het seizoen 1953 was het eerste met een lijst van louter meisjesnamen en dit zou tot het seizoen 1979 zo blijven. In de jaren vijftig en zestig waren er geen officiële lijsten en van deze jaren zijn soms de namenlijsten van de niet gebruikte namen niet volledig bewaard gebleven, of is er onzekerheid over deze niet gebruikte namen. Zo niet bij dit seizoen. Ook het aantal namen op de lijst varieert. Aanvankelijk telt de lijst 25 namen en dat aantal werd in 1960 teruggebracht tot 21; het recordaantal tropische stormen van het seizoen 1933. Dit record werd echter in 2005 verbroken.
| - Alice - Barbara - Carol - Dolly - Edna - Florence - Gail - Hazel | - Irene (niet gebruikt) - Jill (niet gebruikt) - Katherine (niet gebruikt) - Lucy (niet gebruikt) - Mabel (niet gebruikt) - Norma (niet gebruikt) - Orpha (niet gebruikt) - Patsy (niet gebruikt) | - Queena (niet gebruikt) - Rachel (niet gebruikt) - Susie (niet gebruikt) - Tina (niet gebruikt) - Una (niet gebruikt) - Vicki (niet gebruikt) - Wallis (niet gebruikt) |